# Éleu-dit-Leauwette

Éleu-dit-Leauwette este o comună în departamentul Pas-de-Calais, Franța. În 1 ianuarie 2022 avea o populație de 2.815 de locuitori.